# Fontanelle
Fontanelle é uma comuna italiana da região do Vêneto, província de Treviso, com cerca de 5.471 habitantes. Estende-se por uma área de 35 km², tendo uma densidade populacional de 156 hab/km². Faz fronteira com Codognè, Gaiarine, Mansuè, Oderzo, Ormelle, San Polo di Piave, Vazzola.

## Demografia
| Variação demográfica do município entre 1861 e 2011                               |
|                                                                                   |
| Fonte: Istituto Nazionale di Statistica (ISTAT) - Elaboração gráfica da Wikipedia |